# Mikroregion Tupã

Mikroregion Tupã

Mikroregion Tupã – mikroregion w brazylijskim stanie São Paulo należący do mezoregionu Marília.

## Gminy
- Arco-Íris
- Bastos
- Herculândia
- Iacri
- Queiroz
- Quintana
- Tupã